# Santa Maria (Rio Grande do Norte)
Santa Maria est une municipalité brésilienne située dans l'État du Rio Grande do Norte.